# 膠水縣 (越南)
胶水县（越南语：／）是越南南定省下辖的一个县。

## 地理
胶水县北接太平省钱海县和建昌縣，西接春长县和海后县，东和南临北部湾。

## 历史
2003年11月14日，胶林社改制为橘林市镇。
2024年7月23日，越南国会常务委员会通过决议，自2024年9月1日起，横山社、胶进社和梧桐市镇合并为胶水市镇。

## 行政区划
胶水县下辖2市镇18社，县莅胶水市镇。
- 胶水市镇（Thị trấn Giao Thuỷ）
- 橘林市镇（Thị trấn Quất Lâm）
- 白隆社（Xã Bạch Long）
- 平和社（Xã Bình Hòa）
- 胶安社（Xã Giao An）
- 胶洲社（Xã Giao Châu）
- 胶河社（Xã Giao Hà）
- 胶海社（Xã Giao Hải）
- 胶香社（Xã Giao Hương）
- 胶乐社（Xã Giao Lạc）
- 胶隆社（Xã Giao Long）
- 胶仁社（Xã Giao Nhân）
- 胶丰社（Xã Giao Phong）
- 胶新社（Xã Giao Tân）
- 胶清社（Xã Giao Thanh）
- 胶善社（Xã Giao Thiện）
- 胶盛社（Xã Giao Thịnh）
- 胶春社（Xã Giao Xuân）
- 胶晏社（Xã Giao Yến）
- 洪顺社（Xã Hồng Thuận）

## 环境
胶水县地处热带，多红树林。过去，全县垦荒率很高，农业是本县的主要经济来源。

## 旅游
胶水县发展旅游业，2003年成立春水国家公园，后来又加入了全球湿地公约。

## 教育
胶水县教育发展很快，在全国各县排名第55位。在2007年至2008年，胶水县的黎鸿丰高中毕业率达百分之百，在全省属于上流学校。胶水一中的教学质量也很高。

## 交通
胶水县交通以水运为主，公路发展不完善。现在仍然没有建设连通太平省的桥梁，只有一个渡口到太平省。